# سرو مانتری
سرو مانتری (نام علمی: Cupressus macrocarpa) نام یک گونه از سرده سرو است.